# Nóż z Tamizy

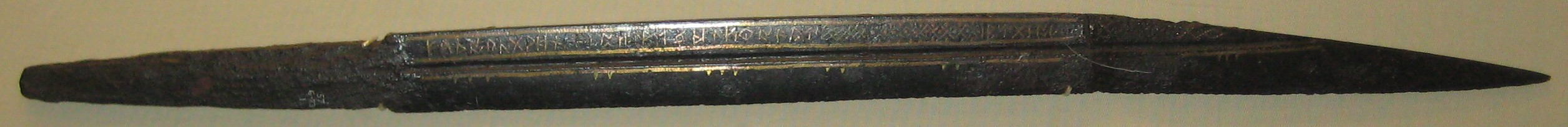
Zdjęcie zabytku

Nóż z Tamizy (ang. Thames scramasax) – datowany na IX/X wiek jednosieczny krótki nóż bojowy (saks), wyłowiony w 1857 roku z dna Tamizy w Battersea na obszarze Londynu. Znajduje się w zbiorach Muzeum Brytyjskiego w Londynie.
Zabytek ma 72 cm (28,5 cala) długości. Przypuszczalnie został wykonany na terytorium Kentu. Na powierzchni noża wyryty został 28-znakowy ciąg liter fuþorku (f u þ o r c g w h n i j ï p x [s] t b e ŋ d l m œ a æ y ea, przy czym litera s została początkowo ominięta i wciśnięta później w odpowiednie miejsce) oraz słowo beagnoþ, będące prawdopodobnie podpisem rytownika. Jest to jedyny znany zabytek epigraficzny zawierający pełen fuþork. Nóż został wykonany niezwykle elegancko, inskrypcja i ornamenty geometryczne na jego powierzchni inkrustowane zostały miedzią, brązem i srebrem.